# PaganFolk
PaganFolk is een muziekalbum van de Nederlandse pagan-folkband Omnia, dat in 2006 uitkwam.
De stijl in dit album, waarin diverse traditionele instrumenten werden gebruikt, is vergelijkbaar met de muziek van de Duitse band Faun. Een aantal nummers op het album bevat bijdragen van Oliver Sa Tyr van Faun en zangeres Joanna Rydzkowska.

## Nummers
1. Tine Bealtaine
2. The Well
3. Pagan Polska
4. En Avant Blonde
5. Etrezomp-ni Kelted
6. Teutates
7. Twa Corbiez
8. An Dro
9. Lughnasadh
10. Dil Gaya
11. Live bonustrack: Sidhenearlahi Set